# Estádio Camilo Mussi
Estádio Camilo Nicolau Mussi, de propriedade do Clube Náutico Almirante Barroso, é um estádio de futebol localizado em Itajaí, Santa Catarina. Foi inaugurado em 1956, e sua iluminação, em 31 de maio de 1986.
Sua capacidade era para 1.060, foi expandido para 1.160 em 2016 e em 2017 sua capacidade aumentou para 1.760 espectadores.

## História
Em 1956, na administração do presidente Camilo Mussi, foi inaugurado o Estádio no terreno adquirido no período da gestão do Dr. Camilo. (Hoje denominado Estádio Camilo Mussi). Onde foi construída a nova sede social.
Em 2016, foram realizadas obras de revitalização, com a troca do gramado natural para grama sintética em parceria com a World Sports, que fez os gramados de estádios como Arena Corinthians e Allianz Parque.
Para aumentar a renda do clube, em dias que não acontecem partidas do Almirante Barroso, o gramado é reformulado para campos de futebol society, que ficam à disposição dos sócios.